# YJ-8 (ミサイル)
YJ-8（中国語: 鷹撃-8, 拼音: Ying-Ji-8）は、中国で開発された艦対艦ミサイル。輸出名はC-801であり、また、西側諸国においては、アメリカ国防総省（DoD）識別番号としてはCSS-N-4、NATOコードネームとしては「サーディン」（英: Sardine）とされている。

## 概要
従来、中国人民解放軍海軍はP-15 テルミート（SS-N-2 スティクス）の系譜に属する上游（SY）および海鷹（HY）系列のミサイルを主力対艦ミサイルとして運用してきた。しかし、1950年代に開発されたP-15をベースとしていたために、誘導装置の限界から飛翔高度は数十メートルより低空化することができなかった。また、東側諸国のドクトリンに基づいていたことから、大型の弾頭を搭載するため弾体重量も2トン以上という重量級のシステムとなっていた。
これに対して、フランスのエグゾセ MM38に似た全く新しい設計のミサイルとして開発されたのが、本ミサイルである。開発は、北京にある中国海鷹電気技術学院（CHETA、別名：第三航空宇宙学院）において1970年から開始されたものの、文化大革命のために遅延し、完成は1986年までずれ込んだ。
YJ-8は、中国人民解放軍の主力艦対艦ミサイルとして配備され、空対艦ミサイル型のYJ-81、潜水艦発射型のYJ-82も派生した。また、のちには翼を折りたためるようにした艦載型改良版のYJ-8Aも開発・配備された。
なお、当初は、YJ-81はYJ-8の射程延伸型（80km）、YJ-82はサステナーをターボジェットエンジンに変更した発展型ともされていた。実際には、サステナーをターボジェット化したものは、YJシリーズの第2世代にあたるYJ-83として配備されている。